# El Oro
El Oro est une province de l'Équateur créée le 29 novembre 1882.

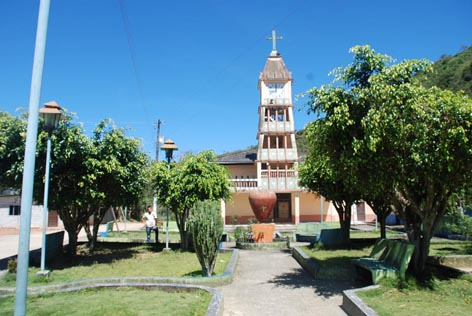
Église du parc Apartadero

## Géographie
Cette province est située dans le sud-ouest de l'Équateur, au nord de la frontière avec le Pérou. Elle couvre une superficie de 5 766 km2. Elle est délimitée au nord par les provinces de Guayas et d'Azuay, à l'est et au sud par la province de Loja, à l'ouest par le Pérou. Sa capitale est Machala.

### Découpage territorial

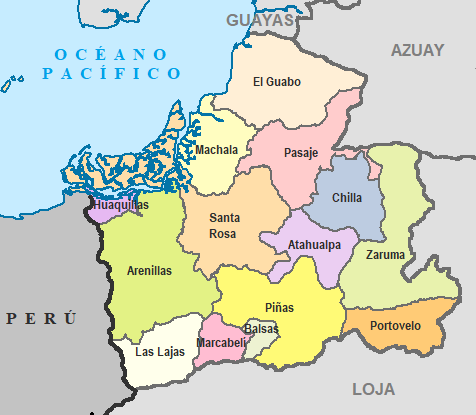
Cantons de El Oro.

La province est divisée en quatorze cantons :
| Canton     | Superficie (km2) | Population (2010) | Densité (hab./km2) | Chef-lieu   |
| ---------- | ---------------- | ----------------- | ------------------ | ----------- |
| Arenillas  | 808              | 26 844            | 33,2               | Arenillas   |
| Atahualpa  | 277              | 5 833             | 21,1               | Paccha      |
| Balsas     | 69               | 6 861             | 99,4               | Balsas      |
| Chilla     | 332              | 2 484             | 7,5                | Chilla      |
| El Guabo   | 606              | 50 009            | 82,5               | El Guabo    |
| Huaquillas | 63               | 48 285            | 766,4              | Huaquillas  |
| Las Lajas  | 298              | 4 794             | 16,1               | La Victoria |
| Machala    | 330              | 245 972           | 745,4              | Machala     |
| Marcabelí  | 148              | 5 450             | 36,8               | Marcabelí   |
| Pasaje     | 455              | 72 806            | 160                | Pasaje      |
| Piñas      | 616              | 25 988            | 42,2               | Piñas       |
| Portovelo  | 288              | 12 200            | 42,4               | Portovelo   |
| Santa Rosa | 637              | 69 036            | 108,4              | Santa Rosa  |
| Zaruma     | 648              | 24 097            | 37,2               | Zaruma (es) |

## Démographie
La population, d'environ 600 000 habitants, se répartit en 464 000 habitants en zones urbaines et 136 000 en zones rurales.

## Économie
El oro est l'un des principaux exportateurs de bananes dans le monde (c'est notamment dans cette province que se situe l'association de petits producteurs « El Guabo », dont les bananes sont produites et commercialisées dans le cadre du commerce équitable). On y trouve l'archipel de Jambeli, le bois pétrifié de Puyango (es) (patrimoine paléontologique unique en Amérique latine) et l'île de Santa Clara (es).

## Écologie
En 1985, on a découvert une nouvelle espèce d'oiseau, endémique de cette province, la Conure d'Orcés ou Perruche d'El Oro.